# Природне явище

Анімація удару блискавки

Приро́дне я́вище — сукупність процесів матеріально-інформаційного перетворення у природі, обумовлених загальними причинами. 
Явища природні — ознаки, зміни, зумовлені, спричинені явищами природи. Розрізняють екзогенні, ендогенні, електрокінетичні, капілярні, електрокапілярні, магнітні, електричні, фото- та термоелектричні, термомагнітні та ін. явища. Крім того, виділяють постійні, періодичні та епізодичні природні явища. 

## Приклади природних явищ
- Грім, блискавка, гроза, кульова блискавка
- Вітер
- Вихор
- Дощ
- Веселка
- Хмари
- Мороз
- Сніг
- Град
- Полярне сяйво
- Контактові явища та ін.

Стихійні природні явища — землетруси, посухи, повені, урагани тощо.